# Club Sportif Pétange
Il Club Sportif Pétange è stata una società calcistica lussemburghese con sede a Pétange. Fondata nel 1910, ha vinto una Coppa del Lussemburgo nel 2005, e arrivando in finale anche nel 1992. Ha partecipato alla Division Nationale, massima serie del campionato lussemburghese di calcio per più di venti edizioni. In virtù della vittoria della coppa nazionale nel 2005, il CS Pétange ha partecipato a un'edizione dei preliminari di Coppa UEFA, dove ha affrontato i finlandesi dell'AC Allianssi, venendo subito eliminato.
Nel 2015 si è fuso con il Titus Lamadelaine, dando vita all'Union Titus Pétange.

## Palmarès

### Competizioni nazionali
- Coppa del Lussemburgo: 1

2004-2005
- Éirepromotioun: 3

1965, 1992-1993, 2008-2009

### Altri piazzamenti
- Coppa del Lussemburgo:

Finalista: 1991-1992

## Statistiche

### Partecipazione alle coppe europee
| Stagione | Torneo     | Turno                   | Club         | Andata | Ritorno | Totale |
| -------- | ---------- | ----------------------- | ------------ | ------ | ------- | ------ |
| 2005-06  | Coppa UEFA | Primo turno preliminare | AC Allianssi | 1-1    | 0-3     | 1-4    |